# Aphanogmus harringtoni
Aphanogmus harringtoni är en stekelart som beskrevs av Muesebeck 1979. Aphanogmus harringtoni ingår i släktet Aphanogmus och familjen pysslingsteklar. Inga underarter finns listade i Catalogue of Life.